# 72-es busz (Budapest)
A budapesti 72-es jelzésű autóbusz a Kosztolányi Dezső tér és Törökbálint, Munkácsy Mihály utca között közlekedett. A járatot a Budapesti Közlekedési Zrt. üzemeltette.

## Története
1963. január 1-jétől 140-es jelzéssel Budaörs érintésével gyorsjárat közlekedett a Kosztolányi Dezső tér és Törökbálint között a dél-budai HÉV Budaörs és Törökbálint közötti - autópálya építés miatt - megszüntetett szakaszának pótlására.
1965. május 1-jétől a 140-es gyorsjáratok az egy évvel korábban átadott M7-es autópályán közlekedtek
1968. augusztus 4-én a 140-es gyorsjárat a 72-es jelzést kapta.
2001. május 2-án 172-es jelzéssel új járatot indítottak a Kosztolányi Dezső tér és Törökbálint között, de a 72-estől eltérő, rövidebb útvonalon. A járat 2008-ban előbb a 172E, majd 2014-ben a 172-es jelzést kapta.
2005. február 1-jétől 72É jelzésű éjszakai járat is közlekedett, mely 2005. szeptember 1-jén a 972-es jelzést kapta.
2008. augusztus 21-én a 72-es busz a 272-es jelzést kapta, hogy a 72-es trolibusszal ne legyen összekeverhető. Menetrendje csak kisebb mértékben módosult.

## Útvonala
| Törökbálint, Munkácsy Mihály utca felé | Kosztolányi Dezső tér felé |
| --- | --- |
| Kosztolányi Dezső tér vá. – Bocskai út – Nagyszőlős utca – Ajnácskő utca – Budaörsi út – – Budaörs, benzinkút – – – Törökbálinti bekötőút – Törökbálint, Tó utca – Bajcsy-Zsilinszky utca – Baross Gábor utca – Szent István utca – Törökbálint, Munkácsy Mihály utca vá. | Törökbálint, Munkácsy Mihály utca vá. – Bartók Béla utca – Bajcsy-Zsilinszky utca – Tó utca – – – Budaörs, benzinkút – – Budapest, Budaörsi út – Ajnácskő utca – Nagyszőlős utca – Bocskai út – Bartók Béla út – Kosztolányi Dezső tér vá. |

## Megállóhelyei
| 0                                        | Kosztolányi Dezső tér végállomás                 | 23 | 7, 7, 12, 14, 40, 40E, 41, 41, 47-49V, 53, 73, 86, 87, 87A, 114, 140E, 149V, 153, 172, 173, 250 19 |
| 1                                        | Kosztolányi Dezső tér                            | ∫  | 7, 7, 12, 14, 40, 40E, 41, 41, 47-49V, 53, 73, 86, 87, 87A, 114, 140E, 149V, 153, 172, 173, 250 19 |
| 1                                        | Vincellér utca                                   | 21 | 12, 41, 53, 86, 87, 87A, 250                                                                       |
| 2                                        | Hollókő utca                                     | 19 | 53, 87, 87A, 250                                                                                   |
| 3                                        | Ajnácskő utca                                    | 18 | 53, 87, 87A, 250                                                                                   |
| 4                                        | Dayka Gábor utca                                 | 17 | 40, 40E, 41, 53, 87, 87A, 139, 140E, 172, 239, 250                                                 |
| 5                                        | Sasadi út                                        | 16 | 40, 40, 41, 41, 53, 87, 87A, 139, 239, 250                                                         |
| Budapest–Budaörs közigazgatási határa    |                                                  |    | |
| 11                                       | Budaörs, benzinkút                               | 10 | 88, Budaörs, Budaörs-belváros                                                                      |
| 17                                       | Autópálya Főmérnökség                            | ∫  | 88, 140E                                                                                           |
| Budaörs–Törökbálint közigazgatási határa |                                                  |    | |
| 18                                       | Tó utca – vasútállomás                           | 5  | 88 Törökbálint                                                                                     |
| 19                                       | Vasút utca                                       | 4  | |
| 20                                       | Téglagyár                                        | 3  | |
| 21                                       | Deák Ferenc utca                                 | 2  | |
| 22                                       | Baross Gábor utca (↓) Bajcsy-Zsilinszky utca (↑) | 1  | 88, 172                                                                                            |
| 23                                       | Szent István utca (ma: Harangláb)                | ∫  | 88, 140, 172                                                                                       |
| ∫                                        | Bartók Béla utca                                 | 1  | 88, 140, 172                                                                                       |
| 24                                       | Törökbálint, Munkácsy Mihály utca végállomás     | 0  | 88, 140, 172                                                                                       |